# Nueva Ecija
Nueva Ecija is een provincie van de Filipijnen centraal gelegen op het eiland Luzon. De provincie maakt deel uit van regio III (Central Luzon). De hoofdstad van de provincie is Palayan. Bij de census van 2015 telde de provincie ruim 2,1 miljoen inwoners.

## Geografie

### Bestuurlijke indeling
Nueva Ecija bestaat uit 5 steden en 27 gemeenten.

#### Steden
- Cabanatuan
- Gapan
- Palayan
- San Jose
- Muñoz (Nueva Ecija)

#### Gemeenten
| - Aliaga - Bongabon - Cabiao - Carranglan - Cuyapo - Gabaldon - General Mamerto Natividad - General Tinio - Guimba - Jaen - Laur - Licab - Llanera - Lupao | - Nampicuan - Pantabangan - Peñaranda - Quezon - Rizal - San Antonio - San Isidro - San Leonardo - Santa Rosa - Santo Domingo - Talavera - Talugtug - Zaragoza |

Deze steden en gemeenten zijn weer verder onderverdeeld in 849 barangays.

## Demografie
Nueva Ecija  had bij de census van 2015 een inwoneraantal van 2.151.461 mensen. Dit waren 196.088 mensen (10,0%) meer dan bij de vorige census van 2010. Ten opzichte van de census van 2000 was het aantal inwoners gegroeid met 491.578 mensen (29,6%). De gemiddelde jaarlijkse groei in die periode kwam daarmee uit op 1,84%, hetgeen hoger was dan het landelijk jaarlijks gemiddelde over deze periode (1,72%).

De bevolkingsdichtheid van Nueva Ecija  was ten tijde van de laatste census, met 2.151.461 inwoners op 5751,33 km², 374,1 mensen per km².

## Economie
Uit cijfers van de National Statistical Coordination Board (NSCB) uit het jaar 2003 blijkt dat 27,1% (14.394 mensen) onder de armoedegrens leefde. In het jaar 2000 was dit 32,7%. Nueva Ecija was daarmee iets minder arm dan het landelijk gemiddelde van 28,7% en stond 64e op de lijst van provincies met de meeste mensen onder de armoedegrens. Van alle 79 provincies, ten tijde van het onderzoek, stond Nueva Ecija 65e op de lijst van provincies met de ergste armoede..